# 刁家教
刁家教，廣東拳術，為中國武術流派之一。

## 源流
相傳為客家先民傳至江西時才創出，然後再傳至廣東，但兩百多年來一直鮮少外傳。

## 介紹
刁家拳的特点是“擒、拿、抓、捉、吞、吐、浮、沉”，刁家教原是八卦蓮花掌法，有數十種的拳術套路，器械、對拆各有五套，動作靈活多變、發勁快而有力。，講究柔中有剛、剛中有柔，以守為主，以攻為輔，乘勢借力，乘勢反擊。

## 套路
拳術套路有八套，為金字拳、品字拳、圓家拳、口字拳、工字拳、井字拳、穿楊拳、照鏡拳。器械有五套，為大刀、雙刀、棍法、大鈀、板凳。對拆有五套，為關刀對鈀頭、刀對刀、棍對棍、棍對凳、空手對刀。

## 來源
1. 1 2   (PDF).   [2022-12-27]. （原始内容存档 (PDF)于2023-01-17）.
2. ↑  .   [2022-12-27]. （原始内容存档于2022-12-27）.